# Festa di san Giovanni Battista

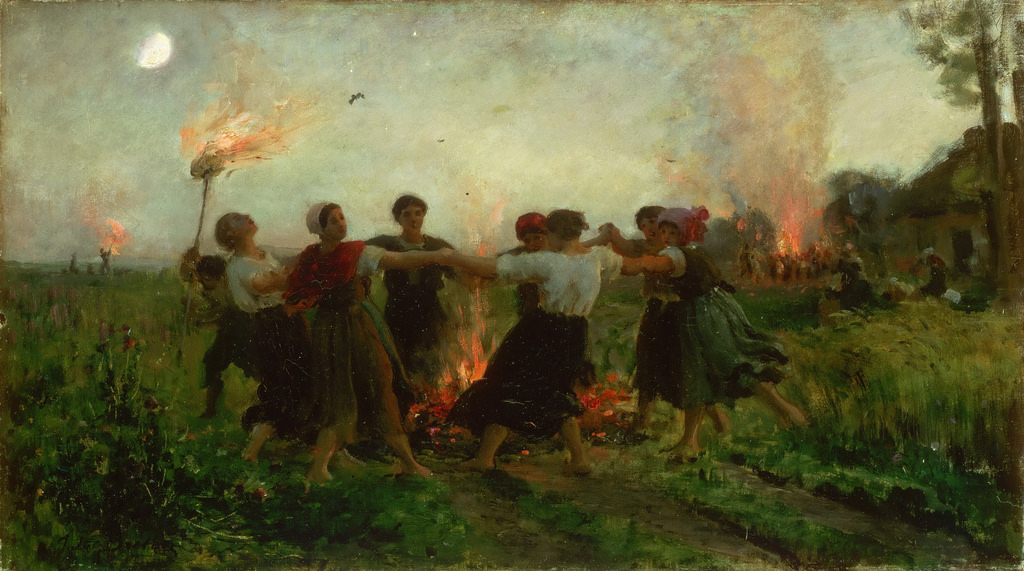
La festa di san Giovanni, di Jules Breton (1875)

La festa di san Giovanni Battista, o notte di san Giovanni Battista, è una festa del cattolicesimo, celebrata il 24 giugno, anche alla vigilia del giorno di venerazione di san Giovanni Battista, quando alla sera è usanza in diversi paesi accendere fuochi. L'origine di questa usanza è associata alle celebrazioni per l'arrivo del solstizio d'estate,  che cade il 21 giugno nell'emisfero settentrionale, il cui rito principale era quello di accendere un fuoco.

## Origini pagane
Nella sua versione più propriamente pagana, lo scopo del rito era quello di dar più "forza" al Sole, che a partire da quel giorno diveniva sempre più "debole", poiché le giornate si accorciavano sempre più fino al solstizio d'inverno. Simbolicamente, il fuoco era una funzione "purificatrice" nelle persone che lo guardavano.
Trovarsi insieme di fronte al fuoco ha tutt'oggi un alto valore simbolico ed è ancora forte la tradizione che vede la nascita di profondi legami legati al tradizionale salto degli intervenuti che, presi per mano, urlano insieme alcune formule magiche.

## La festa patronale cristiana

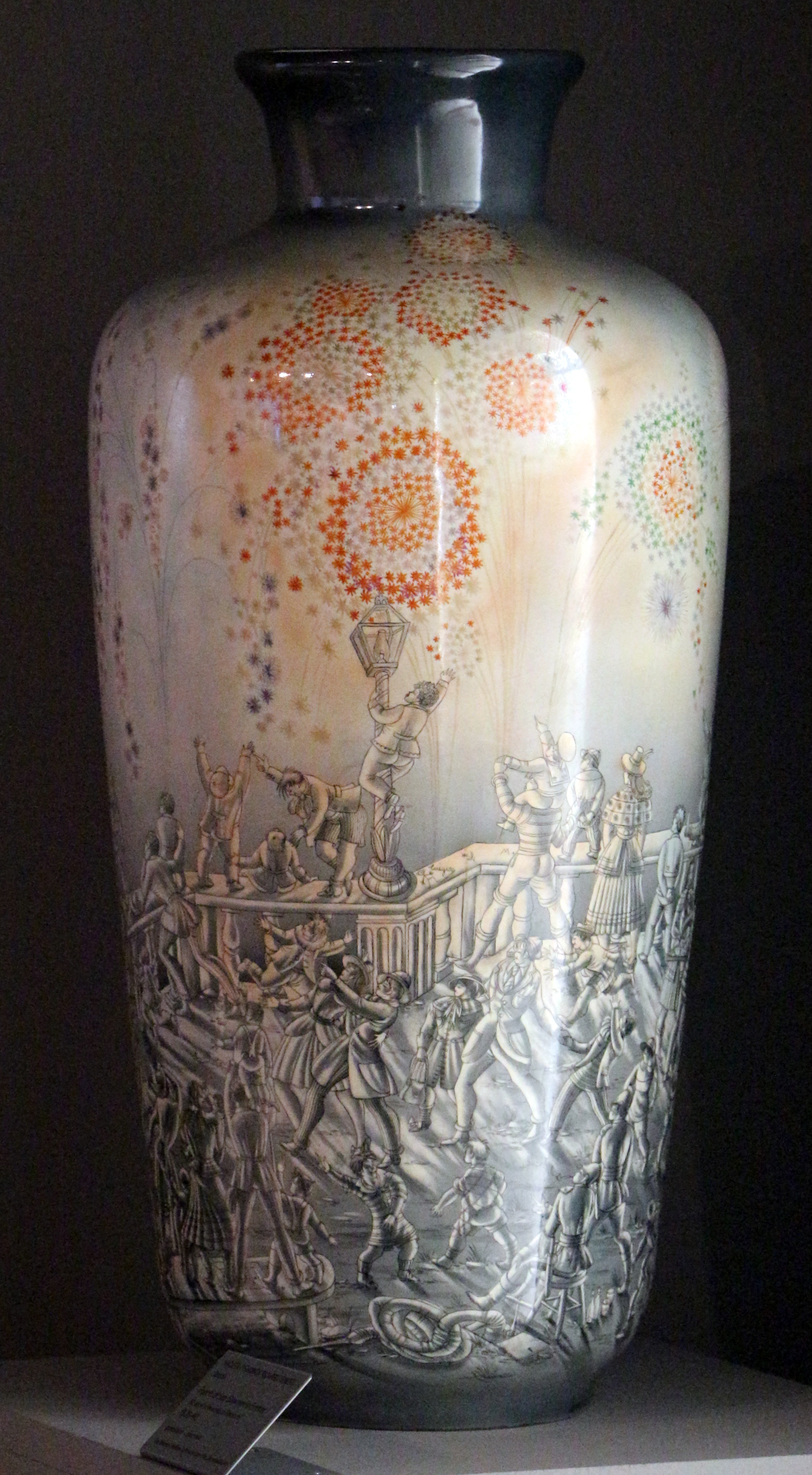
I "Fuochi di San Giovanni" a Firenze, su un vaso della manifattura Richard-Ginori

La festa cristiana di San Giovanni Battista cade il 24 giugno, sei mesi prima della vigilia della nascita di Gesù, il 25 dicembre.

### Italia

#### Torino
San Giovanni è il Santo Patrono della città di Torino.

#### Genova
San Giovanni è il Santo Patrono della città di Genova e viene festeggiato nella ricorrenza della sua nascita. I festeggiamenti iniziano la sera precedente con bancarelle ed esibizioni di musicisti ed artisti di strada per le vie del centro e locali aperti fino a tardi, per culminare con il grande falò che viene acceso a mezzanotte nella centrale Piazza Matteotti. Il 24 si tiene la solenne processione delle antiche Confraternite con i loro Cristi che parte dalla Cattedrale di San Lorenzo per giungere al Porto Antico dove il Cardinale Arcivescovo della città impartisce la benedizione del mare e della Città. Anche in molti altri comuni della Liguria si festeggia il Santo con festeggiamenti e sagre il 24 di giugno.

#### Roma
La festa di San Giovanni a Roma è una tradizionale festa che affonda le sue radici nell'epoca pre-cristiana. Dal 1891 vide lo svolgersi di un festival della canzone popolare, che rilanciò il genere.  La prima canzone vincitrice della manifestazione canora fu il brano dall'insolito, per l'epoca, titolo Le streghe. Tradizionale era anche il consumo di lumache in occasione della festa.

#### Sardegna
La festa di San Giovanni è diffusa in Sardegna, per esempio in occasione della Sagra di san Giovanni Battista a Quartu Sant'Elena, le cui radici hanno origine profonda nelle tradizioni contadine, costituendo dall'antichità un rito propiziatorio.

#### Sicilia
La festa di san Giovanni Battista è la festa religiosa più importante di Ragusa superiore, il 24 giugno, giorno della nascita del santo, viene celebrata liturgicamente con una messa solenne e con l'esposizione delle sue reliquie.
Il santo è invocato per ottenere conforto dalle calamità e per ottenere la guarigione del corpo.
Si conserva un reliquario, a forma di braccio d'argento che conserva, secondo la tradizione, un pezzo di un radio del santo.
I festeggiamenti solenni, invece, si svolgono il 29 agosto, data del suo martirio. La statua del santo, in pietra calcarea e risalente ai primi anni del 1513, scolpita dallo scultore Angelo Recto, viene esposta sull'altare centrale. Si tratta di una statua che veniva portata in processione nell'antica Ragusa vecchia prima del fatidico terremoto del 1693.
Nel 1861 invece fu scolpita dal ragusano Carmelo Licitra, detto «U ghiuppinu», l'attuale simulacro che tutt'oggi viene portato in processione, accompagnata dalla banda musicale e dai suoi fedeli portatori per le strade ragusane.
Questo, oltre ad essere un grande momento di devozione religiosa e di rinnovo delle tradizioni della città, è anche uno spettacolo singolare in quanto migliaia di fedeli, molti a piedi nudi, accompagnano la statua del Santo portando dei grossi ceri accesi per grazia ricevuta.
Al sacro si unisce il profano; infatti, la festa è ricordata oltre che per la solenne processione, anche per la fiera commerciale di prodotti vari e per lo spettacolo pirotecnico che conclude i festeggiamenti.
A Castelbuono ogni anno vengono posizionate per le vie e le piazze del paese dei grandi contenitori in rame, le "quarare", dove vengono preparate fave e patate bollite che vengono serviti con il vino rosso. Inoltre, in vari punti della cittadina siciliana, la serata viene allietata da spettacoli musicali.
A Marsala, si festeggia sempre il 24 Giugno: il santo Protettore marittimo della città, nonché co-patrono S. Giovanni. In onore del Santo, si tiene annualmente una processione da/per l'omonima chiesa (aperta solo per l'occasione), iniziative folkloristiche/stand gastronomici e in conclusione uno spettacolo pirotecnico sul lungomare, noto localmente come "masculiata" di S. Giovanni o "ioca foco" ( explois di S. Giovanni o giochi di fuoco in italiano).

#### Toscana
In Toscana, San Giovanni è la festa patronale di Firenze, durante la quale vengono lanciati fuochi artificiali sulla città dal Piazzale Michelangelo.
Anche a Livorno la locale Misericordia di Livorno ricorda il 29 agosto il martirio di San Giovanni decollato spesso organizzando una processione religiosa e l'esposizione di una antica testa del decollato.

#### Valle d'Aosta
La festa dedicata a San Giovanni è presente anche in Valle d'Aosta, particolarmente a Gressoney-Saint-Jean (di cui il Santo è patrono), dov'è celebrata con una processione e con i fuochi di San Giovanni (in titsch, Sankt Johanz Feuer). Questa tradizione è presente anche in altri comuni della regione, come nella Val di Cogne.
Il termine indicante i falò nei differenti patois valdostani, oltre alla denominazione generica fouà de Sen Djouàn / de Sèn Piére, deriverebbe dalla voce germanica *BALD, «audace», attraverso l'antico francese « bald » : boudéra (a Brusson), abédole (a Ayas), bouidèrotsi (a Champorcher), budoe / abudoe (a Arnad), bedderouve (a Champdepraz), bedouye (a Saint-Marcel), booudouye (a Fénis) e bideuye (a Verrayes).

### Resto d'Europa
Si celebra in molte parti d'Europa, ma è particolarmente forte in Spagna (Noche de San Juan), Portogallo (Fogueiras de São João), Norvegia (Sankthans), Danimarca (Sankthans), Svezia (Midsommar), Finlandia (Juhannus), Estonia (Jaanipäev), Lituania ("Joninės"), Lettonia ("Ligo"),Regno Unito (mezza estate).

## L'acqua di san Giovanni

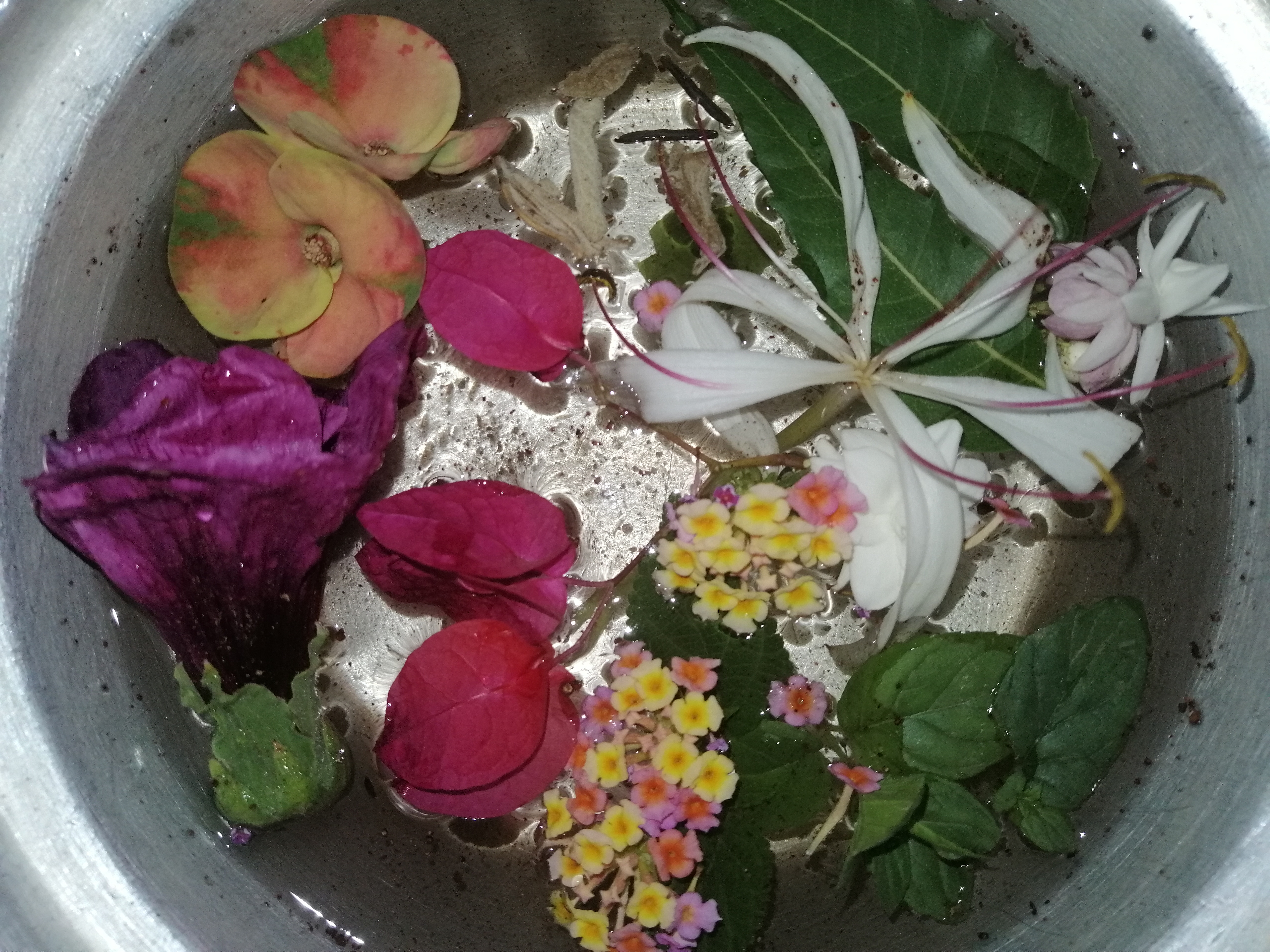
Acqua di San Giovanni con fiori vari tra cui il gelsomino ed erbe aromatiche come menta, salvia e neem

La notte a cavallo tra il 23 ed il 24 giugno è una notte molto particolare in cui si prepara l'acqua di San Giovanni, che secondo la leggenda, possiede virtù curative e protettrici. Secondo la tradizione, la sera del 23 giugno si usava preparare una bacinella d'acqua riempita con fiori, erbe, e aromi, lasciarla tutta la notte all'aperto, e l'indomani mattina (ovvero il giorno di San Giovanni) utilizzarla per lavarsi il viso. Gli ingredienti utilizzati erano scelti tra quelli più facilmente reperibili nella zona. Tra le più importanti spiccano però l'iperico (che viene chiamata addirittura erba di San Giovanni), la lavanda e il rosmarino.
L’antico rito è legato al solstizio d’estate: nel giorno più lungo dell’anno la natura giunge al massimo splendore ma, nonostante la forte rinascita, bisogna prestare attenzione agli eventi sfortunati come siccità, forti temporali o malattie delle piante, che rovinerebbero i raccolti. Per evitare queste situazioni nefaste si fanno falò propiziatori, che rappresentano il sole e si prepara appunto l’acqua di San Giovanni per raccogliere la rugiada, che simboleggia la Luna.
Per realizzare il proverbiale elisir
bisogna raccogliere una misticanza di erbe e fiori spontanei come iperico, lavanda, artemisia e malva, fiori e foglie di menta, rosmarino e salvia. Si possono trovare e raccogliere anche i fiordalisi, i papaveri, le rose o la camomilla, in base alle fioriture presenti nel proprio territorio.
Si raccomanda di rispettare la natura durante la raccolta delle erbe, di non raccogliere quantità eccessive di esemplari e di non estirpare le piante alla radice. Dopo il tramonto le erbe raccolte vanno messe in acqua e si lasciano all’esterno per tutta la notte, così che possano assorbire la rugiada del mattino e acquisire proprietà “magiche”.
La mattina del 24 giugno, l’acqua di San Giovanni si utilizza per lavare mani e viso, in una sorta di rituale propiziatorio e di purificazione per ricevere amore, fortuna e salute.
Il rituale si divide in varie fasi, ognuna di esse può ispirare alcuni stati d’animo:
- 1) Raccolta delle piante: conoscenze e rispetto.
- 2) Esposizione dell’acqua alla notte: abbandono e fiducia.
- 3) Bagno con l’acqua di San Giovanni: purezza e rinascita.

La tradizione, inoltre, narra che l'acqua di san Giovanni fosse utile per far ricrescere i capelli, favorire la fecondità, curare la pelle ed allontanare le malattie.